# Jaillans
Jaillans é uma comuna francesa na região administrativa de Auvérnia-Ródano-Alpes, no departamento de Drôme. Estende-se por uma área de 9,04 km². Em 2010 a comuna tinha 908 habitantes (densidade: 100,4 hab./km²).